# Mart Lieder
Mart Lieder (Purmerend, 1º maggio 1990) è un ex calciatore olandese, di ruolo attaccante.

## Palmarès

### Club

#### Competizioni nazionali
- Eerste Divisie: 1

Emmen: 2021-2022

### Individuale
- Capocannoniere della Eerste Divisie: 1

2017-2018 (30 reti)